# Austroaeschna
Austroaeschna är ett släkte av trollsländor. Austroaeschna ingår i familjen mosaiktrollsländor.
Kladogram enligt Catalogue of Life:
| Austroaeschna | \| \| Austroaeschna anacantha \| \| \| \| \| \| Austroaeschna atrata \| \| \| \| \| \| Austroaeschna christine \| \| \| \| \| \| Austroaeschna eungella \| \| \| \| \| \| Austroaeschna flavomaculata \| \| \| \| \| \| Austroaeschna forcipata \| \| \| \| \| \| Austroaeschna hardyi \| \| \| \| \| \| Austroaeschna inermis \| \| \| \| \| \| Austroaeschna muelleri \| \| \| \| \| \| Austroaeschna multipunctata \| \| \| \| \| \| Austroaeschna obscura \| \| \| \| \| \| Austroaeschna parvistigma \| \| \| \| \| \| Austroaeschna pinheyi \| \| \| \| \| \| Austroaeschna pulchra \| \| \| \| \| \| Austroaeschna sigma \| \| \| \| \| \| Austroaeschna subapicalis \| \| \| \| \| \| Austroaeschna tasmanica \| \| \| \| \| \| Austroaeschna unicornis \| \| \| \| \| \| Austroaeschna weiskei \| \| \| \| |
|               | \| \| Austroaeschna anacantha \| \| \| \| \| \| Austroaeschna atrata \| \| \| \| \| \| Austroaeschna christine \| \| \| \| \| \| Austroaeschna eungella \| \| \| \| \| \| Austroaeschna flavomaculata \| \| \| \| \| \| Austroaeschna forcipata \| \| \| \| \| \| Austroaeschna hardyi \| \| \| \| \| \| Austroaeschna inermis \| \| \| \| \| \| Austroaeschna muelleri \| \| \| \| \| \| Austroaeschna multipunctata \| \| \| \| \| \| Austroaeschna obscura \| \| \| \| \| \| Austroaeschna parvistigma \| \| \| \| \| \| Austroaeschna pinheyi \| \| \| \| \| \| Austroaeschna pulchra \| \| \| \| \| \| Austroaeschna sigma \| \| \| \| \| \| Austroaeschna subapicalis \| \| \| \| \| \| Austroaeschna tasmanica \| \| \| \| \| \| Austroaeschna unicornis \| \| \| \| \| \| Austroaeschna weiskei \| \| \| \| |
|               | Austroaeschna anacantha |
|               | |
|               | Austroaeschna atrata |
|               | |
|               | Austroaeschna christine |
|               | |
|               | Austroaeschna eungella |
|               | |
|               | Austroaeschna flavomaculata |
|               | |
|               | Austroaeschna forcipata |
|               | |
|               | Austroaeschna hardyi |
|               | |
|               | Austroaeschna inermis |
|               | |
|               | Austroaeschna muelleri |
|               | |
|               | Austroaeschna multipunctata |
|               | |
|               | Austroaeschna obscura |
|               | |
|               | Austroaeschna parvistigma |
|               | |
|               | Austroaeschna pinheyi |
|               | |
|               | Austroaeschna pulchra |
|               | |
|               | Austroaeschna sigma |
|               | |
|               | Austroaeschna subapicalis |
|               | |
|               | Austroaeschna tasmanica |
|               | |
|               | Austroaeschna unicornis |
|               | |
|               | Austroaeschna weiskei |
|               | |

## Bildgalleri

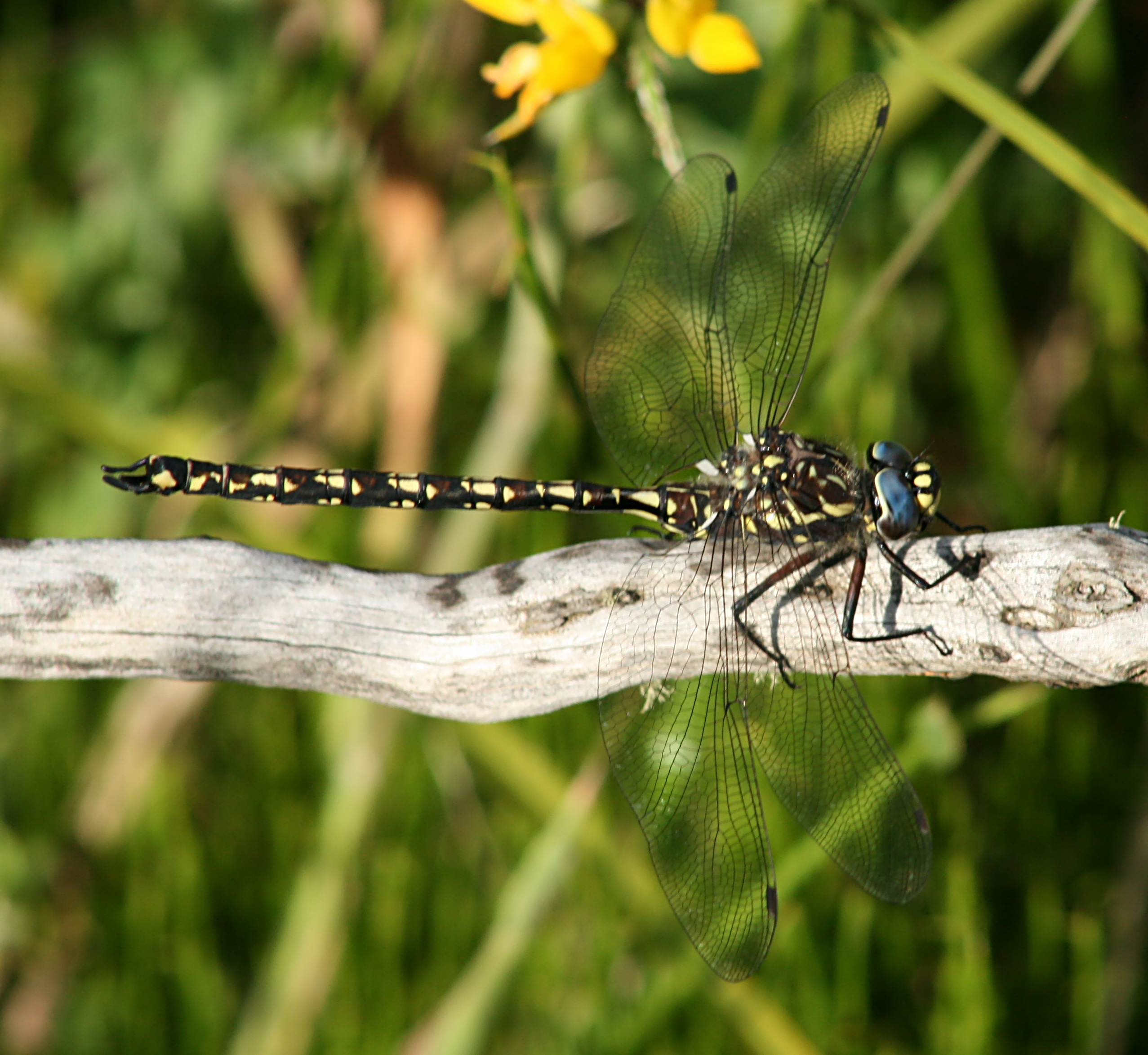